# Міжнародний кінофестиваль у Торонто 2016
41-й щорічний міжнародний кінофестиваль у Торонто проходив з 8 по 18 вересня 2016 року. Стрічку «Чудова сімка» Антуана Фукуа було обрано фільмом відкриття, а стрічку «Майже сімнадцять» Келлі Фремон Крейг — фільмом закриття.
Володарем головного приза, якого визначають за результатами глядацького голосування, став американський фільм «Ла-Ла Ленд» режисера Демієна Шазелла. За 11 днів кінофестиваль показав близько 400 стрічок.

## Програма

### Вночі
Славна сім від Антуана Фуку була обрана як відкриття фільму. Щоб представити фільм у відкритій позиції, організатори сказали, що з його різноманітною лінією та захоплюючою постановкою, фільм переосмислив епос західного. Критики також багато разів означали, що окупація була складанням різних етнічних груп, які потребує кіно. Скотт Фейнберг з Голлівудського репортера зазначив, що весь міжнародний кінофестиваль у Торонто був знаком різноманітності у 2016 році. Окрім афро-американського режисера Антуана Фукува, деякі славні сім були присутні на прем'єрі фільму, включаючи мексиканського актора Мануеля Гарсія-Рульфо та корейського актора Бюн-Хун Лі.

## Нагороди
Нагороди було розподілено наступним чином:
| Нагорода                                                                     | Фільм                                                            | Режисер(и)               |
| ---------------------------------------------------------------------------- | ---------------------------------------------------------------- | ------------------------ |
| Приз глядацьких симпатій                                                     | Ла-Ла Ленд                                                       | Демієн Шазелл            |
| Приз глядацьких симпатій (2-ге місце)                                        | Лев                                                              | Гарт Девіс               |
| Приз глядацьких симпатій (3-тє місце)                                        | Королева Катве                                                   | Міра Наїр                |
| Приз глядацьких симпатій за найкращий документальний фільм                   | Я не твій негр                                                   | Рауль Пек                |
| Приз глядацьких симпатій за найкращий документальний фільм (2-ге місце)      | Abacus: Замала для ув'язнення                                    | Стів Джеймс              |
| Приз глядацьких симпатій за найкращий документальний фільм (3-тє місце)      | Перед потопом                                                    | Фішер Стівенс            |
| Приз глядацьких симпатій за найкращий фільм «Нічного божевілля»              | Перестрілка                                                      | Бен Вітлі                |
| Приз глядацьких симпатій за найкращий фільм «Нічного божевілля» (2-ге місце) | Демон усередині                                                  | Андре Овредал            |
| Приз глядацьких симпатій за найкращий фільм «Нічного божевілля» (3-тє місце) | Могила                                                           | Джулія Дюкорно           |
| Найкращий фільм «Платформи»                                                  | Джекі                                                            | Пабло Ларраін            |
| Спеціальна згадка «Платформи»                                                | Хема-Хема: Заспівай мені пісню, поки я чекаю                     | Кх'єнце Норбу            |
| Найкращий канадський фільм                                                   | Ті, хто не закінчує революцію до кінця, тільки риють собі могилу | Матьє Дені, Саймон Лавуа |
| Найкращий канадський короткометражний фільм                                  | Мутанти                                                          | Александр Дості          |
| Найкращий канадський дебютний фільм                                          | Старий камінь                                                    | Джонні Ма                |
| Нагорода Dropbox за найкращий фільм програми «Відкриття»                     | Джеффрі                                                          | Янілліс Перес            |
| Приз ФІПРЕССІ за найкращий фільм програми «Відкриття»                        | Каті-Каті                                                        | Мбіті Масія              |
| Приз ФІПРЕССІ за найкращий фільм програми «Спеціальні покази»                | Я не мадам Боварі                                                | Фен Сяоган               |
| Найкращий міжнародний короткометражний фільм                                 | Імаго                                                            | Реймунд Рібей Гутьєррез  |
| Приз Netpac за найкращу прем'єру іноземного або азійського фільму            | Між                                                              | Майсалун Хамуд           |

## Програма
Наступні фільми було відібрано для показу в таких секціях:

### Гала-покази
- «JT + The Tennessee Kids» (реж. Джонатан Демме)
- «The Rolling Stones Olé Olé Olé!: A Trip Across Latin America» (реж. Пол Дагдейл)
- «Глибоководний горизонт» (реж. Пітер Берг)
- «Голос монстра» (реж. Хуан Антоніо Байона)
- «Їх зоряні півтори години» (реж. Лоне Шерфіг)
- «Королева Катве» (реж. Міра Наїр)
- «Лавінг» (реж. Джефф Ніколс)
- «ЛБД» (реж. Роб Райнер)
- «Майже сімнадцять» (реж. Келлі Фремон Крейг)
- «Незвична погода» (реж. Кетрін Дікманн)
- «Обіцянка» (реж. Террі Джордж)
- «Планетаріум» (реж. Ребекка Злотовськи)
- «Подорож це мета» (реж. Бронуен Г'юз)
- «Поклик мисливця» (реж. Марк Вільямс)
- «Прибуття» (реж. Дені Вільнев)
- «Скрижалі долі» (реж. Джим Шерідан)
- «Сноуден» (реж. Олівер Стоун)
- «Сполучене королівство» (реж. Амма Асанте)
- «Стратегія Оппенгеймера» (реж. Джозеф Седар)
- «Чудова сімка» (реж. Антуан Фукуа)

### Спеціальні покази
- «Американська любка» (реж. Андреа Арнольд)
- «Американська пастораль» (реж. Юен Мак-Грегор)
- «Барака зустрічає Бараку» (реж. Махмуд Саббаг)
- «Вона» (реж. Пол Верховен)
- «Дуелянт» (реж. Олексій Мізгирьов)
- «Комівояжер» (реж. Асгар Фархаді)
- «Комуна» (реж. Томас Вінтерберг)
- «Ла-Ла Ленд» (реж. Демієн Шазелл)
- «Лев» (реж. Гарт Девіс)
- «Майбутнє» (реж. Міа Гансен-Лев)
- «Мандрівка часу» (реж. Терренс Малік)
- «Манчестер біля моря» (реж. Кеннет Лонерган)
- «Народження нації» (реж. Нейт Паркер)
- «Неруда» (реж. Пабло Ларраін)
- «Нічні тварини» (реж. Том Форд)
- «Патерсон» (реж. Джим Джармуш)
- «Пекло» (реж. Мартін Кулговен)
- «Секретний агент» (реж. Кім Чжі Ун)
- «Служниця» (реж. Пак Чхан Ук)
- «Співай» (реж. Гарт Дженнінгс)
- «За кров до перемоги» (реж. Бен Янгер)
- «Тоні Ердманн» (реж. Марен Аде)
- «Франц» (реж. Франсуа Озон)
- «Це всього лиш кінець світу» (реж. Ксав'є Долан)
- «Я, Деніел Блейк» (реж. Кен Лоуч)

### «Нічне божевілля»
- «Відьма з Блер: Нова глава» (реж. Адам Вінгард)
- «Демон усередині» (реж. Андре Овредал)
- «Експеримент Белко» (реж. Грег Мак-Лін)
- «Людина людині вовк» (реж. Пол Шредер)
- «Могила» (реж. Джулія Дюкорно)
- «Нова ера Z» (реж. Колм Мак-Карті)
- «Перестрілка» (реж. Бен Вітлі)
- «Постріл у голову» (реж. Кімо Стамбол, Тімо Тьяджанто)
- «Садако проти Каяко» (реж. Кодзі Шіраіші)
- «Щури» (реж. Морган Сперлок)

### «Платформа»
- «Джекі» (реж. Пабло Ларраін)
- «Місячне сяйво» (реж. Баррі Дженкінс)